# دوغلاس وليامز (مهندس الصوت)
دوغلاس وليامز (بالإنجليزية: Douglas Williams)‏ هو مهندس الصوت أمريكي، ولد في 29 يوليو 1917 في الولايات المتحدة، وتوفي في 31 يناير 1993.

## وصلات خارجية
- دوغلاس وليامز على موقع IMDb (الإنجليزية)
- دوغلاس وليامز على موقع قاعدة بيانات الفيلم (الإنجليزية)